# Falso ricordo
Il falso ricordo (detto anche confabulazione, false memory o effetto Mandela) è un ricordo non autentico, o perché del tutto inventato, o perché derivante da altri ricordi reali, ma in parte alterati. Un falso ricordo può crearsi anche per aggregazione: da varie memorie distinte possono essere estrapolati frammenti che nella mente umana vengono ricombinati insieme.

## Tipi di falsi ricordi
I falsi ricordi si distinguono innanzitutto per la loro origine, a seconda che si siano formati:
- per cause biologiche;
- per cause psicologiche.

Lo psicologo Daniel Berlyne definisce il falso ricordo la «falsificazione di un ricordo che avviene in buona fede, anche a causa di un'amnesia»; Berlyne fa una diversa classificazione dei falsi ricordi, suddividendoli in due categorie principali:
- falsi ricordi "momentanei" (o "provocati") - Vengono incoraggiati da un'indagine insistente sulla memoria del soggetto; sono memorie che possono formarsi dall'unione di ricordi autentici per i quali c'è confusione a livello cronologico. In questa tipologia rientrano i ricordi impiantati per suggestione.
- falsi ricordi "fantastici" (o "spontanei") - Spesso nascono da idee stravaganti, ma possono essere convinzioni salde per chi li manifesta[5].

Un'ulteriore sottocategoria dei falsi ricordi sono i ricordi impiantati per suggestione, che nascono su influenza di esterni. Per esempio, una persona può suggestionarne un'altra inducendola a ricordare un avvenimento mai accaduto, fino a impiantare nella sua mente un ricordo che può essere anche molto ben articolato e dettagliato.
La misura dell'influenza di simili interventi dipende soprattutto dalla persona suggestionata e, molto spesso, dalla fiducia incondizionata che questa nutre nei confronti di chi le ha suggerito quel falso ricordo.

### Amnesia infantile
Secondo uno studio del 2018 di università del Regno Unito, 4 persone su 10 hanno molti ricordi falsi, non realmente avvenuti, dell'infanzia fino ai 5 anni circa.
È stato chiesto a migliaia di persone il loro primo ricordo che per 900 persone circa risaliva anche al primo anno di vita.  Temi ricorrenti erano stare sulla carrozzina o dire le prime parole.
Secondo un'analisi che è seguita molti di questi ricordi non sono reali, sono in realtà composti da frammenti di ricordi diversi e in buona parte di cose raccontate da altre persone, e il cervello umano prima dei 3 anni circa non è in grado di fissare cose nella memoria.

## Cause biologiche
Le cause biologiche per cui si originano i falsi ricordi sono da ricondursi a encefaliti, sindrome di Wernicke-Korsakoff, traumi e a disfunzioni neurologiche.

I pazienti che hanno subito lesioni al cervello, specie se alle regioni corticali prefrontali, possono accusare - tra gli altri sintomi - anche dei falsi ricordi. È possibile soffrire di falsi ricordi anche dopo danni all'arteria comunicante anteriore, nel Poligono di Willis.
Anche alcuni tipi di droghe possono generare un falso ricordo.

## Cause psicologiche
Tra le principali cause psicologiche che possono incoraggiare la formazione di falsi ricordi si possono elencare:
1. l'influenza di persone care o autorevoli, per le quali si nutre stima e fiducia; un esempio può essere l'esperienza di Jean Piaget, importante psicologo infantile. Il primo ricordo di Piaget era di essere stato sequestrato all'età di due anni. Di questo episodio l'uomo ricordava diversi dettagli: si rivedeva in carrozzina mentre la sua baby-sitter si difendeva contro il delinquente; ricordava i graffi sul viso della donna e il poliziotto che con un bastone bianco aveva inseguito il rapitore. La storia era confermata dalla tata, dalla famiglia e da altri che ne erano a conoscenza. Piaget era così convinto di ricordare l'evento. In realtà, il tentato sequestro non era mai avvenuto: infatti, tredici anni dopo il presunto tentativo di rapimento, la prima tata di Piaget scrisse a suoi genitori per confessare di aver inventato l'intera storia. In seguito Piaget scrisse: «Devo dunque aver sentito, da bambino, il resoconto di questa storia... e devo averlo proiettato nel passato nella forma di una memoria visiva, che è la memoria di una memoria, ma è falsa».
2. una terapia insistente e suggestiva per recuperare ricordi perduti, come la RMT (recovered memory therapy) o anche l'ipnosi (anche se non è detto che i ricordi recuperati in seguito ad una terapia siano necessariamente falsi); infatti, se un terapista esercita pressione su un paziente o gli suggerisce puntualmente dei particolari nel momento in cui questi tarda a rispondere, allora il terapista può essere il responsabile della costruzione di un falso ricordo; infatti, il paziente, incalzato dalle domande, può sentirsi obbligato a completare il ricordo, arricchendolo così di particolari irreali, come ha dimostrato anche Frederic Bartlett[8]. Al termine di questo processo, è possibile che il paziente dimentichi l'origine dei particolari aggiunti e si convinca della genuinità del falso ricordo. Di conseguenza, coloro che lavorano nel settore della salute della mente devono essere consapevoli dell'enorme influenza che potrebbero esercitare sui loro pazienti, influenza che non può essere stimata con certezza e che varia da individuo a individuo. I terapisti devono quindi agire con moderazione e cautela in situazioni in cui l'immaginazione è utilizzata come supporto per recuperare memorie presumibilmente perse.

### Teoria della visione costruttiva della memoria
Negli anni settanta molti studiosi hanno promosso una teoria, chiamata "teoria della visione costruttiva della memoria" (da qui il termine "costruttivismo"); essa afferma che il ragionamento influenza la memoria, in contrasto con l'opinione predominante per cui la memoria sostiene il ragionamento.
In particolare, Bransford e Franks hanno notato l'importanza dei desideri e delle credenze personali nel recupero dei ricordi.

Oggi, in alcuni ambienti accademici, il costruttivismo ha perso plausibilità: si ritiene che la memoria non sia sempre "ricostruttiva", poiché nella maggior parte dei casi essa è ritenuta autentica.
Le teorie a sostegno di una memoria solo ricostruttiva o solo riproduttiva presentano, a detta delle opposte scuole di pensiero, lacune in molti punti; per questa ragione gli esperti affermerebbero che la memoria può essere talvolta riproduttiva e talvolta ricostruttiva.

### Teoria degli errori disource monitoring
Il source monitoring (“controllo della fonte”) è il processo tramite cui distinguiamo le fonti di falsi ricordi; un esempio può essere la spontanea distinzione tra ciò che è stato detto (fonte esterna) e ciò che è stato pensato (fonte interna).
I teorici di questo fenomeno sostengono che esso avviene nella mente per mezzo del confronto dei ricordi e delle informazioni che si sono costituite nella codifica della memoria. Di conseguenza, un falso ricordo ha origine da un'informazione attribuita alla fonte sbagliata. Questo si verifica quando le informazioni disponibili sono insufficienti per attribuirle alla fonte esatta.

### Teoria dellafuzzy trace
La teoria della fuzzy trace (“traccia sfocata”) si basa sul presupposto che la memoria non venga registrata in forma unitaria. Secondo questa corrente, i ricordi sono "posizionati" ad un certo numero di livelli, a partire da uno ”esatto” (traccia alla lettera) a uno più sommario, che rappresenta il significato sostanziale (traccia di sostanza) dell'evento.

La teoria sostiene che nel momento in cui si sperimenta un evento, di esso vengono catturati sia i dettagli sia il significato. Se il significato di un evento non realmente accaduto è sovrapponibile al significato di un'esperienza al contrario realmente vissuta, si forma un falso ricordo.
Gli effetti di un falso ricordo hanno origine da una dipendenza da tracce generali in una situazione in cui è invece richiesta una traccia esatta. A causa di ciò una persona può avere un ricordo vago (traccia di sostanza), per cui non colloca gli eventi in modo corretto. Per avvalorare questa ipotesi sono state proposte tre argomentazioni:
- in primo luogo, probabilmente c'è una propensione generale verso le tracce di sostanza, dovuta alla loro “efficienza”;
- in secondo luogo, le "tracce alla lettera" (esatte) sarebbero meno stabili delle tracce di sostanza, e si perderebbero prima;
- infine, nel corso del tempo i ricordi si frammentano: in questi casi le tracce alla lettera e le tracce di sostanza possono diventare indipendenti le une dalle altre.

## Altre cause e fattori che generano falsi ricordi
Bisogna sottolineare che il soggetto che ha un falso ricordo non mente quando lo esprime ad altri come se fosse vero: anzi, è assolutamente in buona fede, in quanto - almeno nella sua mente - quel dato evento si è effettivamente verificato. 

Riassumendo, un falso ricordo può essere: 
1. totalmente inventato; infatti, un evento immaginato con grande ricchezza di particolari può lasciare nel cervello una traccia molto simile a quella di un avvenimento realmente accaduto, e questo spiega la difficoltà della distinzione tra memorie reali e falsi ricordi.
2. formato sulla base di un ricordo autentico, alterato;
3. formato per aggregazione di frammenti di altri ricordi, che vengono confusi e mischiati. Questi ricordi possono concernere avvenimenti accaduti in tempi diversi, ma nel "ricordo ricombinato" si neutralizza il dato temporale di ogni frammento, e la memoria inventata viene percepita integra, come se si fosse realizzata in un unico momento;
4. indotto da un sogno piacevole, o da un terribile incubo frustrante e angoscioso, che dopo tempo viene erroneamente considerato un'esperienza reale;
5. indotto dall'ipnosi; nel caso dell'ipnosi un terapista deve essere particolarmente cauto, perché essa crea facilmente confusione e mescolanza tra ricordi autentici e invenzioni del paziente: il ricordo ricostruito può corredarsi di particolari sgradevoli e dolorosi, i quali possono avere un forte impatto sul paziente, che ne soffre come se il falso evento ricostruito fosse realmente avvenuto.

Anche il sonno concorre tra i fattori che stimolano un falso ricordo. Infatti, durante il sonno vengono rielaborate le immagini del giorno: il nostro cervello ne salva alcune e le elimina altre. Questo processo si divide in due fasi:
- consolidazione sinaptica: i nuovi fatti acquisiti vengono "stampati" in particolari circuiti cerebrali;
- consolidazione del sistema: i nuovi fatti vengono integrati con fatti preesistenti, già memorizzati in altri circuiti; è questa la procedura che permette la correlazione spontanea di vecchi ricordi con nuovi.

Molti esperti ritengono che il processo di memorizzazione possa portare alla formazione di falsi ricordi.

### Il ruolo del sonno: il test DRM
Nella formazione di falsi ricordi ha un ruolo fondamentale il sonno; durante il sonno la mente assimila gli eventi della giornata: grazie al riarrangiamento delle sinapsi tra i neuroni di differenti zone cerebrali vengono formate nuove memorie. Gli studiosi Susanne Diekelmann, Hans-Peter Landolt, Olaf Lahl, Jan Born, Ullrich Wagner hanno effettuato un test per verificare questa teoria.

#### Procedimento
Il test è molto semplice: consiste di una prima fase di allenamento nella quale ai partecipanti vengono letti vari gruppi di 15 parole, legate da una caratteristica comune; ad esempio, si propongono termini come notte, buio, carbone,... escludendo però il termine chiave che li accomuna, in questo caso nero.

Dopo un certo tempo ai partecipanti vengono mostrati altri gruppi di parole; i nuovi gruppi sono formati da: 
- parole già lette nella fase di allenamento;
- parole "trabocchetto" (come le parole chiave, non lette precedentemente);
- parole di altre liste.

I partecipanti devono distinguere tra i termini dati: viene chiesto loro di ricordare quali avevano incontrato in precedenza e di indicare (con un punteggio che va da 1 a 4) la certezza della propria risposta.

In situazioni come questa, è molto facile che una persona sviluppi un falso ricordo dato lo stretto legame logico, ad esempio, tra nero e buio. 

Il test dà tre risultati: 
1. falsi ricordi se si sostiene di aver visto in fase addestramento i termini chiave;
2. hits, cioè risposte esatte;
3. falsi allarmi se un termine assente nelle liste mostrate si considera erroneamente presente (ad esempio, affermare di aver visto alto nella lista carbone, notte, buio..., dove in realtà non c'era).

#### Esperimenti
Per verificare se effettivamente il sonno ha un ruolo nella formazione di queste memorie, sono state considerate diverse situazioni:

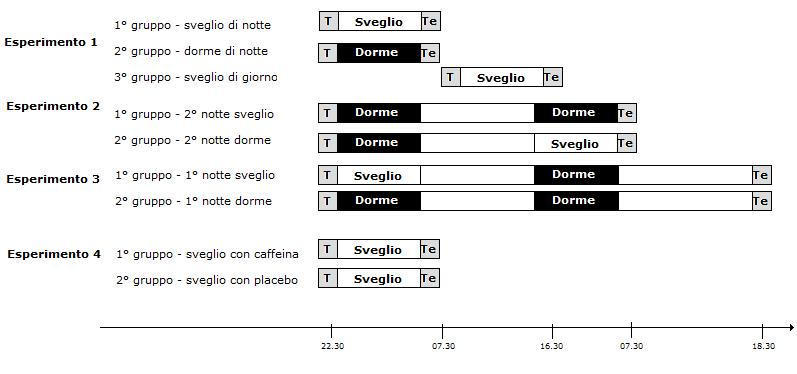
Grafico degli esperimenti

- L'esperimento 1 viene provato su 3 gruppi: un primo gruppo riceve il training (T) di sera; rimane poi sveglio di notte e viene testato (Te) la mattina seguente. Anche il secondo gruppo riceve il training di sera, ma dorme di notte, per poi essere testato al mattino. Infine, il terzo gruppo riceve il training di mattina e viene testato di pomeriggio, senza aver dormito.

Il risultato del test è che il primo gruppo ha più falsi ricordi non solo rispetto al secondo gruppo (che ha dormito), ma anche rispetto al terzo gruppo, testato durante il giorno. Da notare è il fatto che il numero di hits e falsi allarmi sono molto simili in tutti e tre i gruppi.
Il test a questo punto porterebbe alla conclusione che la deprivazione del sonno durante la notte provochi un aumento dei falsi ricordi; si può anche concludere che il sonno non è strettamente necessario al consolidamento delle memorie, almeno per le memorie a breve termine.
- Nell'esperimento 2 si verifica il comportamento di due gruppi; entrambi ricevono il training di sera, dormono e passano la giornata successiva senza essere testati; la differenza è che a questo punto solo ad un gruppo viene consentito di dormire.

Il test avviene il mattino seguente; il risultato è che il gruppo che non ha dormito l'ultima notte ha una maggiore percentuale di falsi ricordi – e non di hits o falsi allarmi – rispetto al gruppo che ha dormito. Ciò suggerisce che il punto di discrimine sia nella fase di retrieval, cioè nella fase di recupero delle memorie quando occorrono, durante il testing: chi non ha dormito fa più fatica a recuperare i ricordi memorizzati, e ha più probabilità di sbagliare.
- Nell'esperimento 3 a uno dei due gruppi non viene permesso di dormire dopo il training; entrambi i gruppi dormono però prima del testing. In questo caso non ci sono differenze tra i due gruppi: anche il gruppo che non ha dormito dopo il training ha avuto modo di consolidare le nuove memorie; inoltre entrambi i gruppi hanno potuto dormire prima del testing, e hanno mostrato la stessa capacità di consolidare le nuove memorie, confermando l'importanza del sonno per il recupero.
- L'esperimento 4 si differenzia dagli altri perché un'ora prima del test ad un gruppo viene somministrato un placebo, all'altro gruppo circa 200 mg di caffeina (due tazzine di espresso); la scelta della caffeina si spiega con il fatto che la sua azione nel cervello simula quella dell'adenosina, un neurotrasmettitore che è correlato a problemi cognitivi causati dalla mancanza di sonno.

Risulta che il gruppo che ha assunto caffeina ha una percentuale di falsi ricordi più bassa rispetto al gruppo che ha ricevuto il placebo. Bisogna considerare che la caffeina ha noti effetti sull'attenzione: è quindi difficile giudicare se l'esito della prova è dovuto all'attivazione del sistema adenosinergico o se qualsiasi altro stimolante avrebbe sortito lo stesso effetto.
Gli autori dell'esperimento hanno concordato che la deprivazione del sonno porta ad un aumento dei falsi ricordi, e che al contrario dormire dopo il training non ha effetto sulla loro formazione.

## Nascita spontanea di falsi ricordi
Spesso un falso ricordo si origina con facilità, anche senza nessun intervento esterno alla persona che lo manifesta. Molto spesso accade di ricordare vividamente un'azione, ma di non essere in grado di attribuire ad ogni persona coinvolta il suo giusto ruolo nella vicenda; in qualche caso il danno è minimo: un esempio banale è confondere due amici presenti alla stessa festa, stentando a ricordare chi ha ballato e chi ha cantato.

In altre occasioni, queste distorsioni possono essere molto più rilevanti; un esempio è il caso di una donna che accusò il dottor Donald Thompson, esimio studioso della memoria, di averla violentata. Thompson stava rilasciando un'intervista ad un programma Tv poco prima dello stupro.
La donna aveva visto la trasmissione e aveva confuso il ricordo che aveva del suo aggressore con l'immagine del dottore vista sullo schermo. 

Molti psicoterapeuti sostengono che diversi disturbi psicologici siano dovuti alla repressione dei ricordi legati ad abusi sessuali. Alcuni psicologi sostengono che i colleghi che effettuano la «terapia di memoria repressa» (RMT) possano incidentalmente suggerire falsi ricordi di abusi ai propri pazienti.

## Affidabilità dei ricordi recuperati
Ancora oggi i clinici possono avere conoscenze limitate sul processo di memorizzazione, quindi non si hanno basi sufficienti per affermare con certezza che un ricordo recuperato sia sicuramente falso o sicuramente autentico, sia che questo ricordo sia sovvenuto dopo molto tempo, sia che il recupero sia avvenuto sotto terapia. Stabilire la veridicità di una memoria è notevolmente complesso, poiché è frequente che memorie diverse si sovrappongano e si confondano; in molti individui inoltre è più facile che ricordi preesistenti vengano arricchiti nel tempo da particolari immaginati in seguito; quando si è compiuto un processo del genere, è difficile discriminare il vero dal falso.

### Inaccessibilità e inaffidabilità delle memorie infantili
Un parametro centrale per stabilire se una memoria infantile è falsa o vera è lo sviluppo del cervello: fino ad un certo grado di sviluppo (4-5 anni), infatti, non è possibile formare ricordi stabili; di conseguenza, è lecito diffidare delle memorie anteriori a questo stadio (amnesia infantile). 

Gli psicologi Joseph e Anne-Marie Sandler hanno messo in luce la sostanziale inaccessibilità delle memorie infantili; più degli altri tipi di memorie, il ricordo che risale all'infanzia risulta poco affidabile, dal momento che da adulti le memorie infantili vengono spesso "corrette" e arricchite da particolari derivanti dalle aspettative e dalle fantasie dell'individuo.

Avere un ricordo articolato sotto l'età di tre anni è un falso ricordo quasi per definizione, a dire di molti esperti: infatti il lobo prefrontale inferiore sinistro - necessario per la memoria a lungo termine - non è ancora sviluppato nei bambini. L'elaborata codificazione richiesta per classificare e ricordare un evento non può dunque avvenire nel cervello di un infante, ed è plausibile ritenere che presunti ricordi risalenti ai primi anni di vita siano poco attendibili. 

La codifica della memoria nel cervello di bambini molto piccoli può però registrare frammenti di ricordi; non sempre ciò aiuta la formazione di falsi ricordi, ma può avere un impatto forte da adulti, come spiega l'esperto Daniel Schacter nel suo libro Searching for Memory - the brain, the mind, and the past

### Problemi etici e pratici
È dunque estremamente difficile valutare la veridicità di una memoria, ed è inaccettabile escluderla a priori. D'altra parte, costringere una persona a recuperare un ricordo doloroso può essere un gesto di violenza inaudita.
Nel caso di memorie infantili, bisogna sottolineare che i bambini sono più facilmente suggestionabili, e particolarmente vulnerabili se interrogati in modo pressante e allusivo; inoltre, i bambini possiedono notoriamente molta immaginazione. 

Di conseguenza, un'interrogazione stringente potrebbe suscitare risposte inaffidabili perché non spontanee.
Infine, non è raro che i soggetti affetti da complessi di inferiorità - o comunque in cerca di attenzione - giochino la carta dell'abuso sessuale per accattivarsi la simpatia e la compassione delle persone.
Altri soggetti, di debole personalità e scarsa autostima, potrebbero inventarsi falsi ricordi allo scopo di danneggiare altre persone per le quali nutrono sentimenti avversi come l'invidia.

Ancora, individui particolarmente instabili potrebbero inventarsi una memoria non perché l'hanno sperimentata, ma perché hanno immaginato o temuto quell'evento a tal punto da concretizzarlo.

La sincerità di un ricordo è quindi estremamente relativa; nei casi giuridici - in cui determinare il grado di verità di un ricordo è di importanza fondamentale - bisogna procedere con cautela.

## L'esperimento dell'Università di Maastricht
Elke Geraerts ha supervisionato un esperimento per l'Università di Maastricht nell'ambito del comportamento e dei gusti alimentari; il risultato ha evidenziato come sia facile indurre dei falsi ricordi.

Il test «Cibo e personalità» è stato effettuato su 180 studenti tedeschi (135 donne e 45 uomini) 
- In una prima sessione i partecipanti devono:
  1. compilare un questionario sulle proprie esperienze alimentari nell'infanzia (food history inventory); le domande vertono su possibili eventi alimentari che possono essersi verificati prima dei 10 anni di età. Ad ogni evento bisogna associare un valore che corrisponde alla sicurezza che il fatto si sia verificato; il valore si sceglie su una scala che va da 1 a 8. Tra le esperienze proposte è inserita la chiave dello studio, l'avvenimento "Mi sono sentito male dopo aver mangiato un'insalata alle uova";
  2. compilare un secondo questionario sulle proprie preferenze alimentari (food preference), indicando il gradimento per ognuno dei 62 cibi elencati, tra cui l'insalata alle uova;
  3. immaginare di essere ad una festa in cui vengono servite 20 diverse scelte tra cibi e bevande; indicare per ogni opzione la probabilità di consumarla. Tra le alternative viene proposta l'insalata di uova.
- La seconda sessione si tiene una settimana dopo la prima:
  1. ai partecipanti viene detto che sulla base delle loro risposte è stato compilato un profilo alimentare personalizzato per ognuno di loro;
  2. il gruppo di partecipanti viene diviso in un gruppo sperimentale e in un gruppo di controllo (nell'esperimento della Geraerts rispettivamente di 120 e 60 studenti);
  3. al gruppo di controllo viene restituito un profilo corretto; al gruppo sperimentale viene invece consegnato un falso feedback; il profilo personalizzato contiene risultati inventati (ad esempio, "Durante l'infanzia non ti piacevano i cavoletti di Bruxelles"), tra cui la suggestione su cui si fonda l'esperimento: "Durante l'infanzia ti sei sentito male dopo aver ingerito un'insalata alle uova". La notizia ha ovviamente lo scopo di indurre un falso ricordo.
  4. a questo punto, ad entrambi i gruppi vengono riproposti i questionari iniziali più un memory test su alcuni eventi del primo questionario (quello sulla storia alimentare). Tra gli eventi si trova la dichiarazione «Mi sono sentito male dopo aver ingerito un'insalata alle uova».
  5. accanto agli avvenimenti indicati i partecipanti devono specificare ulteriori dettagli; in particolare bisogna apporre:
    - una M di memory se si ritiene di ricordare bene l'accaduto, fornendo il maggior numero possibile di dettagli;
    - una B di belief se si presume che il fatto sia avvenuto, ma non si ha un ricordo preciso; viene chiesto di spiegare perché si suppone che l'avvenimento si sia verificato;
    - una P di positive se si è certi che l'evento non si sia verificato, specificando la motivazione.

L'effetto del test fu sorprendente: dopo la seconda sessione un numero elevato di studenti ricordava distintamente di aver avuto una reazione allergica dopo aver ingerito un'insalata di uova, collocando quest'evento in precise coordinate spazio-temporali.

Inoltre, 41 studenti su 117 del gruppo sperimentale avevano più fiducia nel fatto di essersi sentiti male dopo aver ingerito un'insalata alle uova da bambini; in particolare, 3 studenti avevano optato per una M e 38 per una B all'ultimo test. 

In particolare, le risposte di quest'ultimo gruppo - chiamato "gruppo dei falsi ricordanti" - sono state:
- nel questionario delle preferenze: minor preferenza per l'insalata alle uova;
- nel compito di immaginazione: minor probabilità di mangiare insalata alle uova.

Per verificare l'influenza del test sul comportamento alimentare, i partecipanti sono stati divisi in piccoli gruppi e sono stati invitati a servirsi ad un buffet di bevande e panini farciti in vario modo: insalata alle uova, insalata al tonno, formaggio, prosciutto, insalata di pollo.
Il consumo del panino con insalata di uova è risultato ridotto sia per i falsi ricordanti che per gli altri partecipanti; ciò dimostra che il falso feedback del test (cioè il profilo alimentare personalizzato con risultati inventati) aveva avuto un ruolo nelle scelte dei soggetti, anche in quelli in cui non si era generato il falso ricordo. 

Il responso non costituisce però un dato certo perché le scelte dei partecipanti avvengono poco dopo la fine del test. Per ottenere un dato più significativo, dopo 4 mesi le stesse persone sono state convocate per partecipare ad un nuovo esperimento, apparentemente non correlato al precedente. 

Nel nuovo test si chiede di giudicare gli stessi cinque tipi di panini proposti in precedenza assegnando un valore su una scala da 1 a 8 ai parametri:
1. aspetto;
2. odore;
3. preferenza;
4. sapore.

L'esito del test (effettuato sugli stessi studenti del primo) questa volta è diverso: i falsi ricordanti ancora una volta giudicavano peggiore il panino farcito con le uova, ma il resto del gruppo non risultava più influenzato dal falso feedback di quattro mesi prima.

La ricerca mostra non solo la facilità con cui è possibile indurre falsi ricordi, ma anche una probabile spiegazione del fatto che, senza motivi razionali, le persone rifiutano a priori un cibo: si può ipotizzare che la ritrosia verso un certo alimento dipenda da un falso ricordo alimentare dell'infanzia.

## L'esperimento della Northwestern University
Un gruppo di ricercatori dell'Università Northwestern ha individuato quali meccanismi inducono le persone a ricordare eventi mai accaduti con un esperimento basato sulla misurazione dell'attività cerebrale con tecniche di risonanza magnetica; ai partecipanti viene chiesto di visionare fotografie o di immaginare oggetti precisi. 
In seguito, viene chiesto di distinguere tra gli oggetti realmente osservati e quelli solo immaginati. Il risultato del test dimostrò che questi ultimi erano stati confusi con quelli realmente visti.

La spiegazione scientifica del fenomeno è che si verifica una sovrapposizione tra aree cerebrali: quelle preposte alla percezione di figure e quelle preposte all'immaginazione. Di conseguenza un oggetto immaginato può registrare nel cervello un segnale uguale a quello registrato da una figura osservata realmente.

## L'esperimento della Western Washington University
I professori Ira Hyman, Troy H. Husband e F.James Billing della Western Washington University hanno chiesto ai loro studenti di ricordare le esperienze dell'infanzia narrate loro dai genitori. Ai ragazzi fu detto che lo scopo del test era quello di analizzare come la gente ricorda in modo differente esperienze condivise.

Ognuno degli studenti ricevette una lista di avvenimenti; tra quelli realmente accaduti (inseriti dopo un consulto con i genitori) fu inserito un evento falso, presumibilmente avvenuto all'incirca all'età di 5 anni. Alcuni falsi ricordi proposti furono una notte in ospedale per febbre alta e per una possibile infezione all'orecchio e una festa di compleanno dove si era mangiato pizza, animata da un pagliaccio.
L'esito di un primo test fu che gli studenti ricordavano l'84% degli eventi reali, mentre nessuno ricordava l'episodio inventato. 

Ad una seconda interrogazione, l'88% aveva in mente gli avvenimenti realmente accaduti, e addirittura il 20% sosteneva di ricordare qualcosa riguardo all'evento falso. Uno studente - al quale era stato assegnato il falso ricordo della notte in ospedale - affermava con certezza di ricordare che il dottore, l'infermiera ed un amico della Chiesa erano venuti a visitarlo.

In un altro studio, ai fatti reali vennero mischiati episodi immaginati, come l'aver rovesciato casualmente la ciotola di punch sui genitori della sposa ad un ricevimento nuziale, o l'essere dovuti scappare da una drogheria perché i sistemi antincendio erano stati erroneamente attivati.

Anche in questo caso, alla prima intervista nessuno dei partecipanti ricordava il falso evento; alla seconda, il 18% riteneva di ricordare qualcosa a proposito. Ad esempio, alla prima verifica uno studente disse di non ricordare nulla di relativo a un matrimonio; successivamente dichiarò: «Era una cerimonia all'aperto, stavamo correndo e abbiamo sbattuto contro questa enorme ciotola e abbiamo fatto un gran disordine. Naturalmente siamo stati sgridati per il danno fatto».

## Sindrome della falsa memoria (FMS)
L'espressione «sindrome della falsa memoria» (FMS) è stata coniata nel 1992 dalla «Fondazione della Sindrome della Falsa Memoria» (FMSF).

La FMSF ha creato questa formula per esplicitare la convinzione che le memorie di molti adulti che ricordano tardivamente abusi sessuali subiti da bambini possono essere inaffidabili o inesatte, e quindi che esse siano falsi ricordi. L'espressione "Sindrome della falsa memoria" non ha un uso scientifico, proprio perché le argomentazioni a favore della sua esistenza sono portate avanti solo dalla FSMF.

La fondazione appoggia e difende gli individui che vengono accusati di abusi sessuali da parte di persone che hanno recuperato il ricordo dell'abuso dopo una terapia (recovered memory therapy, altra espressione coniata dall'associazione). Se queste supposizioni venissero dimostrate, ci sarebbero importanti conseguenze per numerosi processi per violenza sessuale.

Alcuni dei maggiori esponenti di questa teoria sono gli psicologi Ralph Underwager e Elizabeth Loftus e il sociologo Richard Ofshe.

### Una posizione opposta
Nel suo libro Memory and Abuse - Remembering and Healing the Effects of Trauma il medico Charles Whitfield dichiara di aver esaminato numerosi casi giudiziari di memorie sovvenute in ritardo e di aver scoperto che in molte occasioni i membri della giuria persuasi che tali memorie fossero falsi ricordi si sono rivelati anche componenti dell'organo consultivo della FMSF; questo, nell'opinione di Whitfield, pregiudica la sincerità del loro voto. Nella stessa opera Whitfield reputa rara la sindrome della falsa memoria, "malattia" che come detto non è riconosciuta scientificamente. L'American Heritage Dictonary of the English Language, infatti, definisce la sindrome della falsa memoria «la convinzione di ricordare eventi – specialmente traumatici – che non sono realmente avvenuti», aggiungendo che essa non è una patologia avvalorata da prove scientifiche.

### Storia della FMSF (False Memory Syndrome Foundation)
La «Fondazione per la Sindrome della Falsa Memoria» (FMSF) è un'organizzazione che opera per conto di coloro che ritengono di essere stati ingiustamente accusati di aver commesso abusi sessuali su minori.

L'associazione fu fondata nel 1992 da Pamela e Peter Freyd quando appresero che la loro figlia Jennifer Freyd (professoressa di psicologia all'università dell'Oregon) credeva che il padre avesse abusato di lei quando era una bambina.

Ralph Underwager e la moglie Hollida Wakefield aiutarono i Freyd a fondare la FSMF; i membri sono principalmente genitori accusati dai figli di aver abusato di loro. La caratteristica che accomuna queste accuse è il fatto che i bambini, diventati adulti, non hanno memoria del presunto abuso prima di una certa forma di terapia. 

In merito a ciò, la fondazione ha proposto l'ipotesi che questi falsi ricordi possano essere il risultato della terapia di recupero della memoria, altra espressione coniata dall'associazione all'inizio degli anni novanta.
Sotto lo pseudonimo di Jane Doe, nel 1991 Pamela Freyd scrisse un resoconto in prima persona delle accuse della figlia Jennifer verso il marito Pete. Secondo Jennifer, l'articolo di Pamela – che fu citato dai media e letto dai suoi colleghi di lavoro – conteneva delle pubbliche accuse alla sua vita professionale e privata.

Jennifer Freyd ha raccolto consensi e simpatie anche all'interno della propria famiglia, inclusa la nonna paterna. Il fratello di Peter, William Freyd, ha affermato di non avere dubbi sul fatto che nella casa di Peter e Pamela si siano consumati abusi, e che considera la FSMF una frode dei genitori per allontanare l'attenzione dall'accusa loro rivolta.

Peter Freyd ha dichiarato pubblicamente di aver subito in prima persona abusi sessuali da bambino, e nega categoricamente di aver fatto lo stesso con la figlia.

### Terapia di recupero della memoria
Nei primi anni novanta i membri della FSMF coniarono l'espressione terapia di recupero della memoria (RMT) per descrivere i metodi utilizzati dalla psicoterapia per recuperare memorie di abuso dimenticate dal paziente.

Il termine non è contemplato dal DSM (Diagnostic and Statistical Manual of Mental Disorders, manuale che raccoglie i criteri per diagnosticare disordini mentali) e non è utilizzato in alcuna modalità dalla psicoterapia.

Gli esperti che credono nell'esistenza della sindrome della falsa memoria criticano i terapisti che si propongono di aiutare un paziente a identificare ricordi repressi. Sostengono inoltre che i manuali di sostegno (i cosiddetti self-help books) possono indurre la persona adulta a sviluppare falsi ricordi.

Altri psicologi ritengono che non ci siano prove sufficienti per dimostrare che si possono inculcare falsi ricordi durante una terapia.

In alcuni casi sono i pazienti stessi, una volta terminata la terapia di recupero, a ritenere false le memorie ritrovate; questo non è però sufficiente per stabilire con certezza la genuinità dei ricordi, e d'altra parte non si può stimare il ruolo esercitato dallo stress che segue alla terapia.

## Esempi di "effetto Mandela" collettivo nel mondo
I falsi ricordi a volte possono essere condivisi da più persone, generando dei falsi ricordi collettivi, falsi miti o luoghi comuni:

### Italia
- Un esempio tra i più conosciuti riguarda la famosa frase pronunciata dalla strega della fiaba di Biancaneve nel film d'animazione Disney del 1937: "Specchio, specchio delle mie brame, chi è la più bella del reame?" che in realtà è: "Specchio, servo delle mie brame, chi è la più bella del reame?"[31].
- Un altro esempio lampante viene da uno studio del 2010 che ha esaminato persone che conoscevano l'orologio della stazione di Bologna Centrale, danneggiata nell'attentato dell'agosto 1980. Nello studio, il 92% degli intervistati ricordava erroneamente che l'orologio era rimasto fermo a causa dell'esplosione della bomba, mentre l'orologio fu riparato poco dopo l'attentato. Solo anni dopo l'orologio fu nuovamente fermato e impostato sull'ora dell'esplosione in osservanza e commemorazione dell'evento.[32]
- È opinione abbastanza comune credere che il disastro del Vajont sia stato provocato dal crollo della diga stessa, un mito riproposto anche dall'ex presidente della regione Friuli-Venezia Giulia Debora Serracchiani.[33][34] La diga, in realtà, subì danneggiamenti solo sulla parte superiore.
- Si ritiene comunemente che l'alta inflazione in tutto l'occidente del periodo 1973 - 1985 (causata in realtà dalle due crisi energetiche del 1973 e del 1979) fosse sostanzialmente un problema solo dell'Italia e causato apparentemente dalla scala mobile, dalla Lira e dal clima sociale altamente conflittuale dell'epoca.[35][36]

### Resto del mondo
Altri esempi includono i ricordi del titolo dei libri per bambini gli orsi Berenstain come Berenstein, il logo del marchio di abbigliamento Fruit of the Loom con una cornucopia, e l'esistenza di un film degli anni '90 intitolato Shazaam con protagonista il comico Sinbad che interpreta un genio della lampada. I falsi ricordi di Shazaam sono stati spiegati come una confabulazione di ricordi reali, possibilmente includendo: il comico che indossa un costume da genio durante una maratona televisiva dei film di Sinbad il marinaio nel 1994, il film del 1996 Kazaam - Il gigante rap con un genio interpretato dalla star del basket Shaquille O'Neal e una serie animata di fine anni '60 su un genio chiamata Shazzan.
Nel 2010, questo fenomeno di falsa memoria condivisa è stato soprannominato "effetto Mandela" dall'autodefinita "consulente paranormale" Fiona Broome, in riferimento al suo falso ricordo della morte in prigione del leader sudafricano anti-apartheid Nelson Mandela negli anni '80 (in realtà è morto nel 2013, dopo essere stato presidente del Sudafrica dal 1994 al 1999), che secondo lei era condiviso da "forse migliaia" di altre persone.
Gli scienziati suggeriscono che questi sono esempi di falsi ricordi modellati da fattori cognitivi simili che colpiscono più persone e famiglie, come il rafforzamento sociale e cognitivo di ricordi errati o notizie false e fotografie fuorvianti che influenzano la formazione dei ricordi basati su di esse.